# Vegytani Lapok
A Vegytani Lapok című szaklapot Fabinyi Rudolf indította 
1882-ben saját költségén. Ez volt az első magyar nyelvű kémiai szakfolyóirat. Az évente tízszer megjelenő folyóirat a kolozsvári Ferenc József Tudományegyetem kémiai tanszéken folyó kutatások eredményei mellett friss nemzetközi kutatási eredményeket is közölt. A lap 1889-ben szűnt meg anyagiak hiányában. Később, 1909-ben Fabinyi elindította a Magyar Chemikusok Lapját, amelyet a Magyar Kémikusok Egyesülete adott ki, amelynek elnöke volt.

## Digitális archívum
- REAL-J